# BMW i3
 (septembre 2017).
La BMW i3 est une voiture électrique ou hybride rechargeable du constructeur automobile allemand BMW, produite de 2013 à 2022. Premier véhicule électrique de série de la marque, elle fait partie avec l'i8 de la gamme BMW i. Elle est préfigurée par le concept car MCV (Mega City Vehicle) présenté au salon de l'automobile de Francfort 2011.

## Historique
Au début des années 2000, BMW inaugure son programme Efficient Dynamics, et en 2008 sa gamme électrique BMW i :
- 2009 : premier concept car hybride Vision Efficient Dynamics
- 2013 : BMW i3 (première voiture électrique / hybride rechargeable de la marque )
- 2014 : BMW i8 de série (premier véhicule hybride rechargeable de la marque, avec moteur 3-cylindres essence 1,5 litre turbo de 231 ch + moteur électrique de 134 ch, au prix de 145 950 €)
- 2017 : La BMW i3 reçoit un profond restylage avec l'ajout d'une version performance appelée i3S[1].
- 2018 : La capacité de la batterie de la BMW i3 est portée à 42 kWh (120 Ah) pour une autonomie doublée par rapport à la première génération[2].
- 2022 : Fin de la production[3] en juillet[4]. Les 18 derniers exemplaires, dotés d'une teinte de carrosserie dorée, sont livrés en août[5].

Concept car Mega City Vehicle de 2011
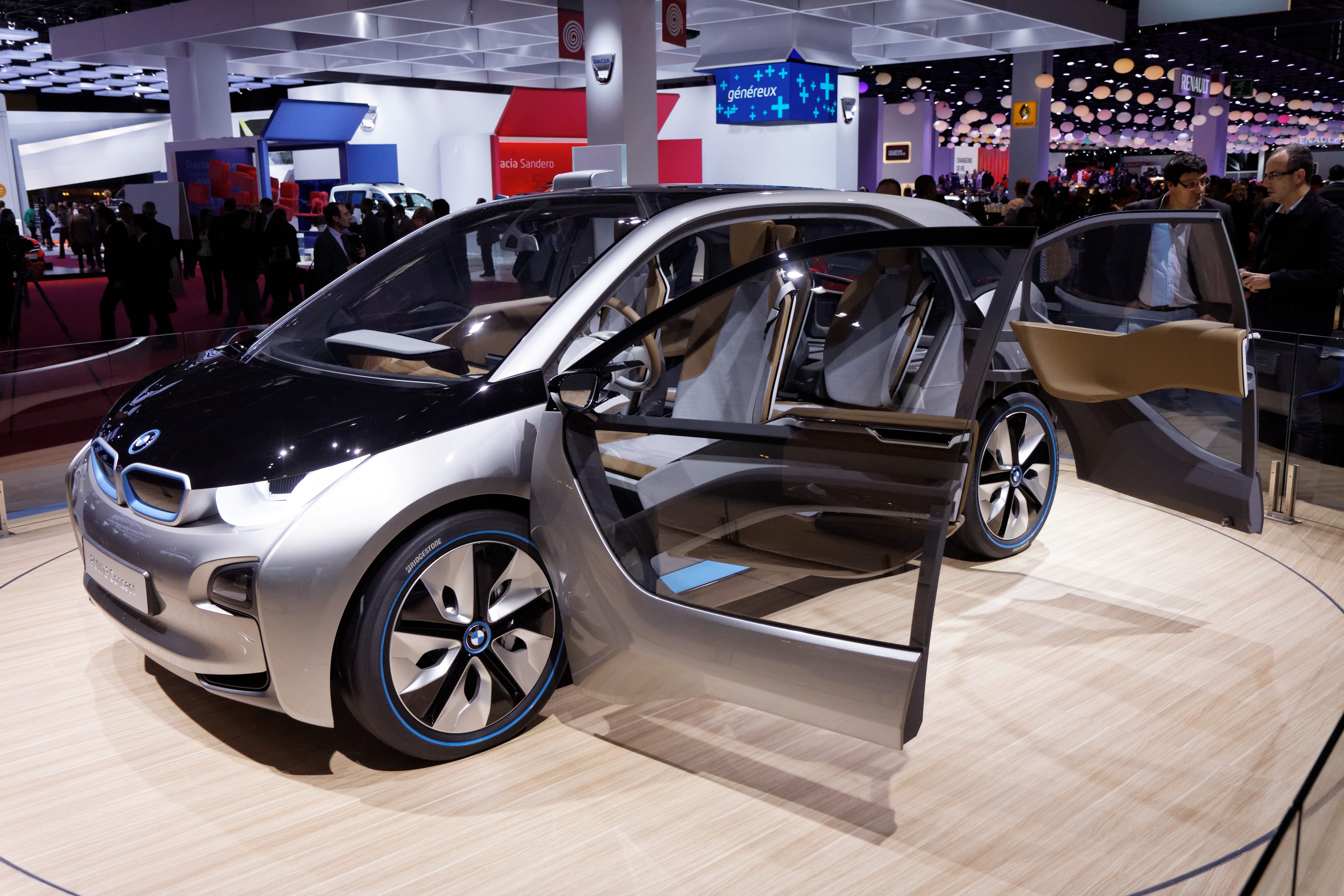
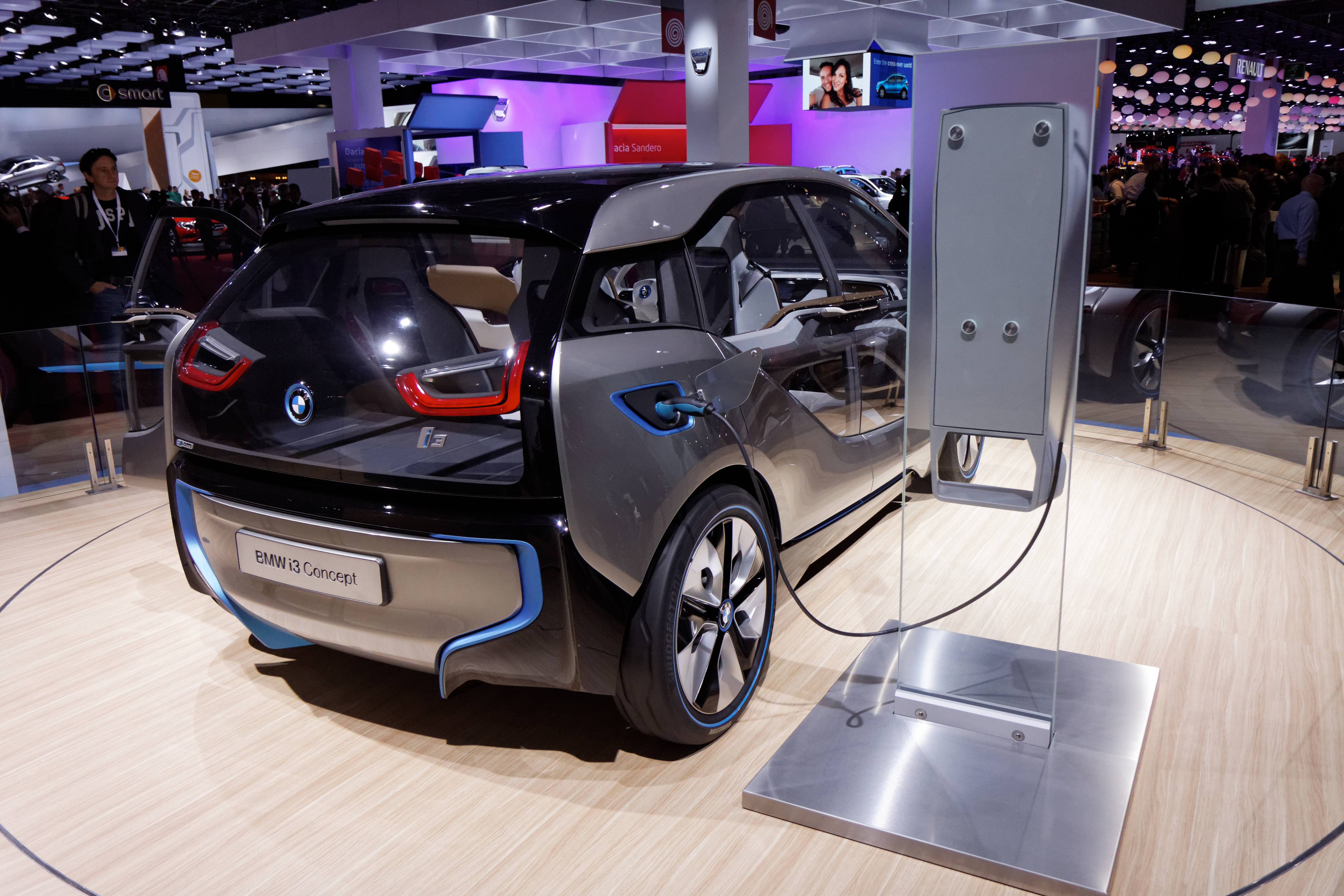
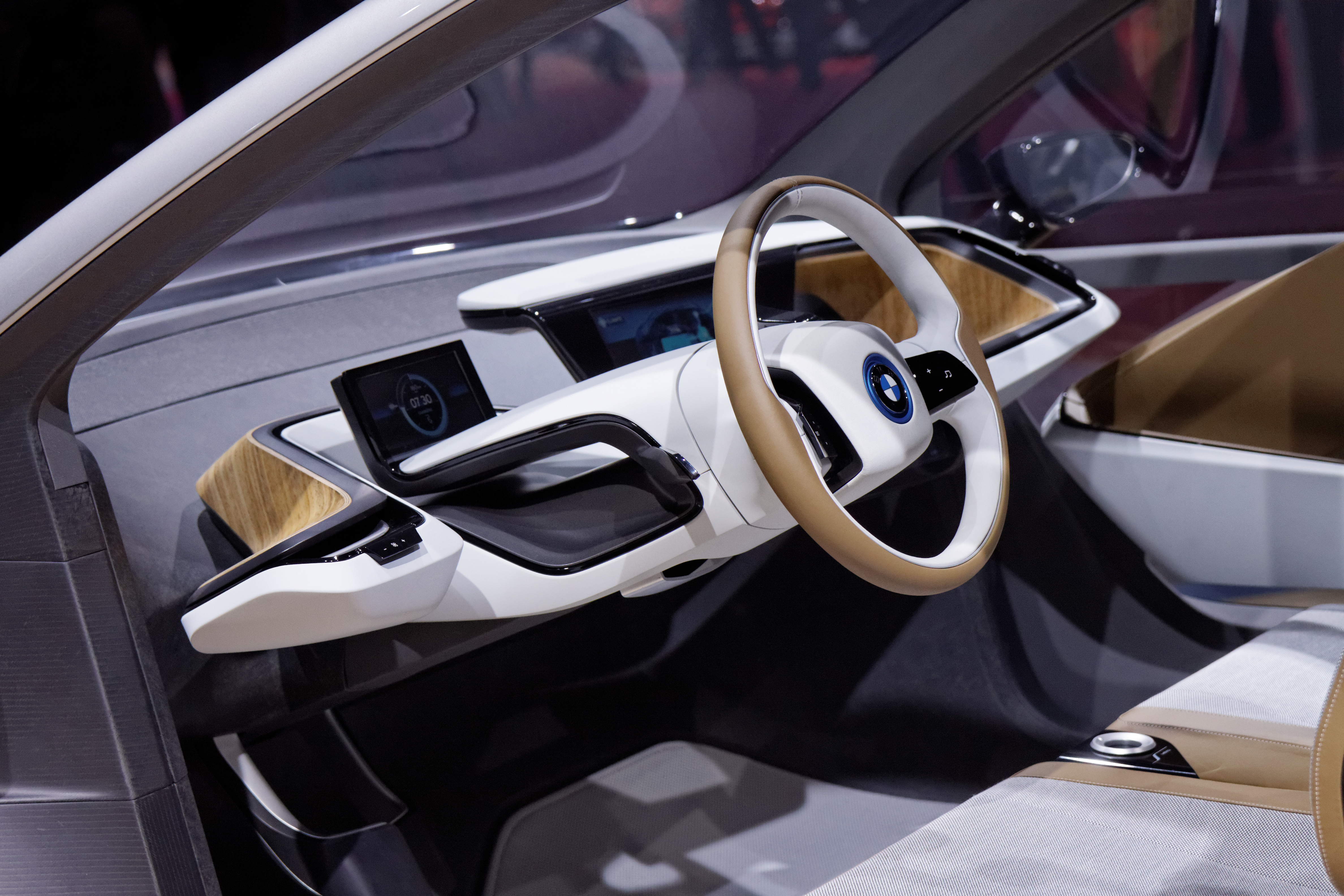

BMW i3 de série de 2013
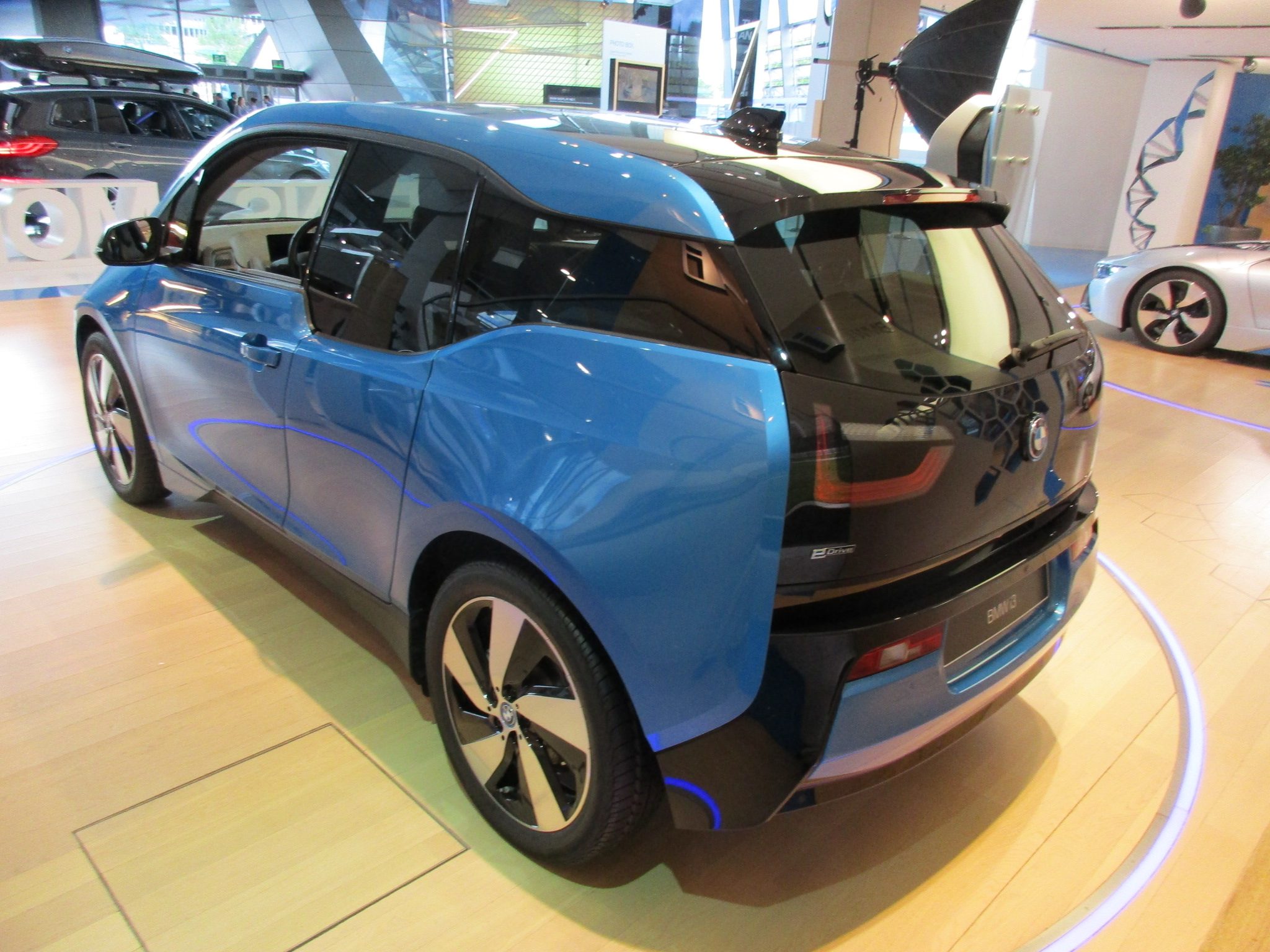
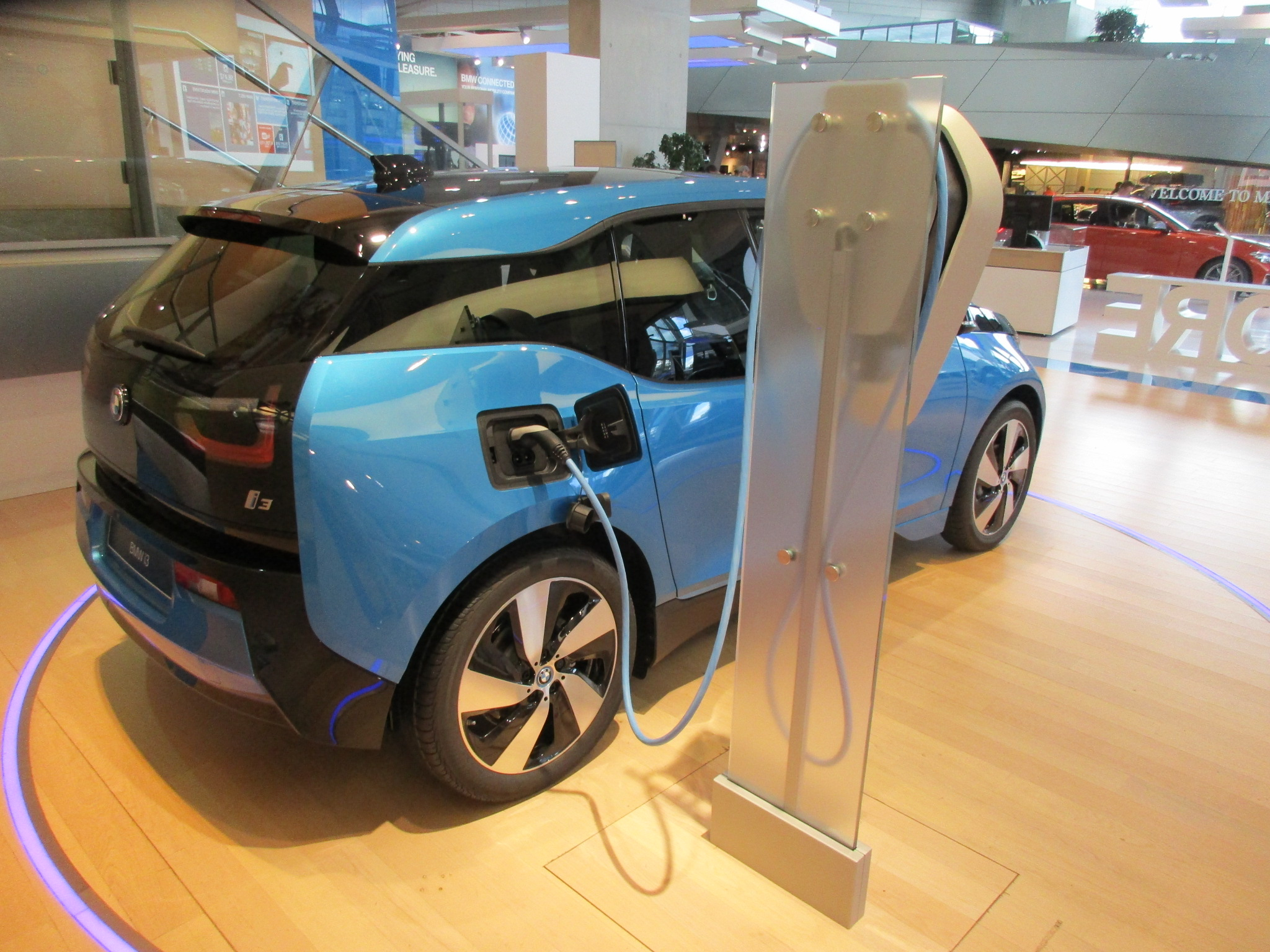
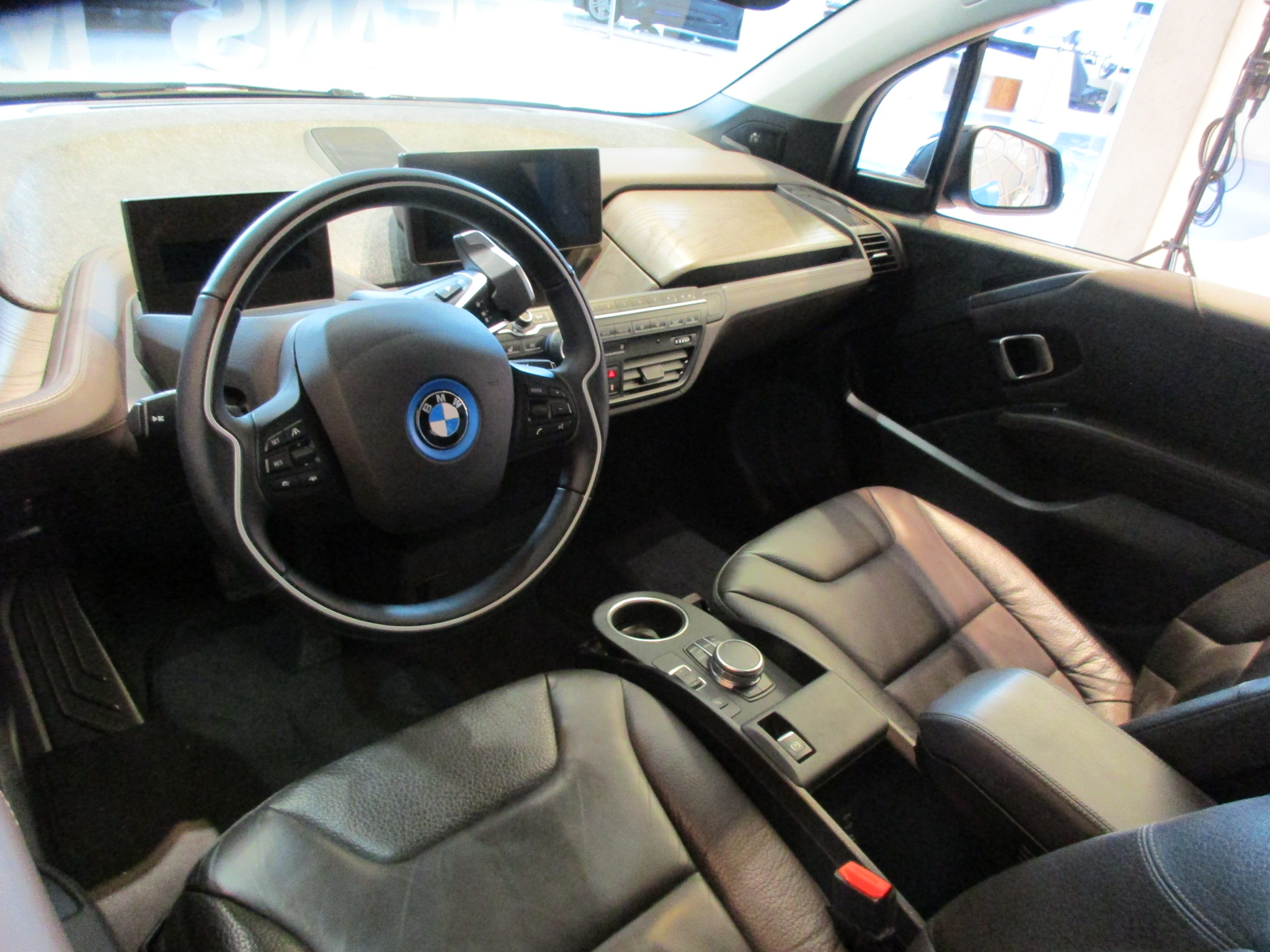
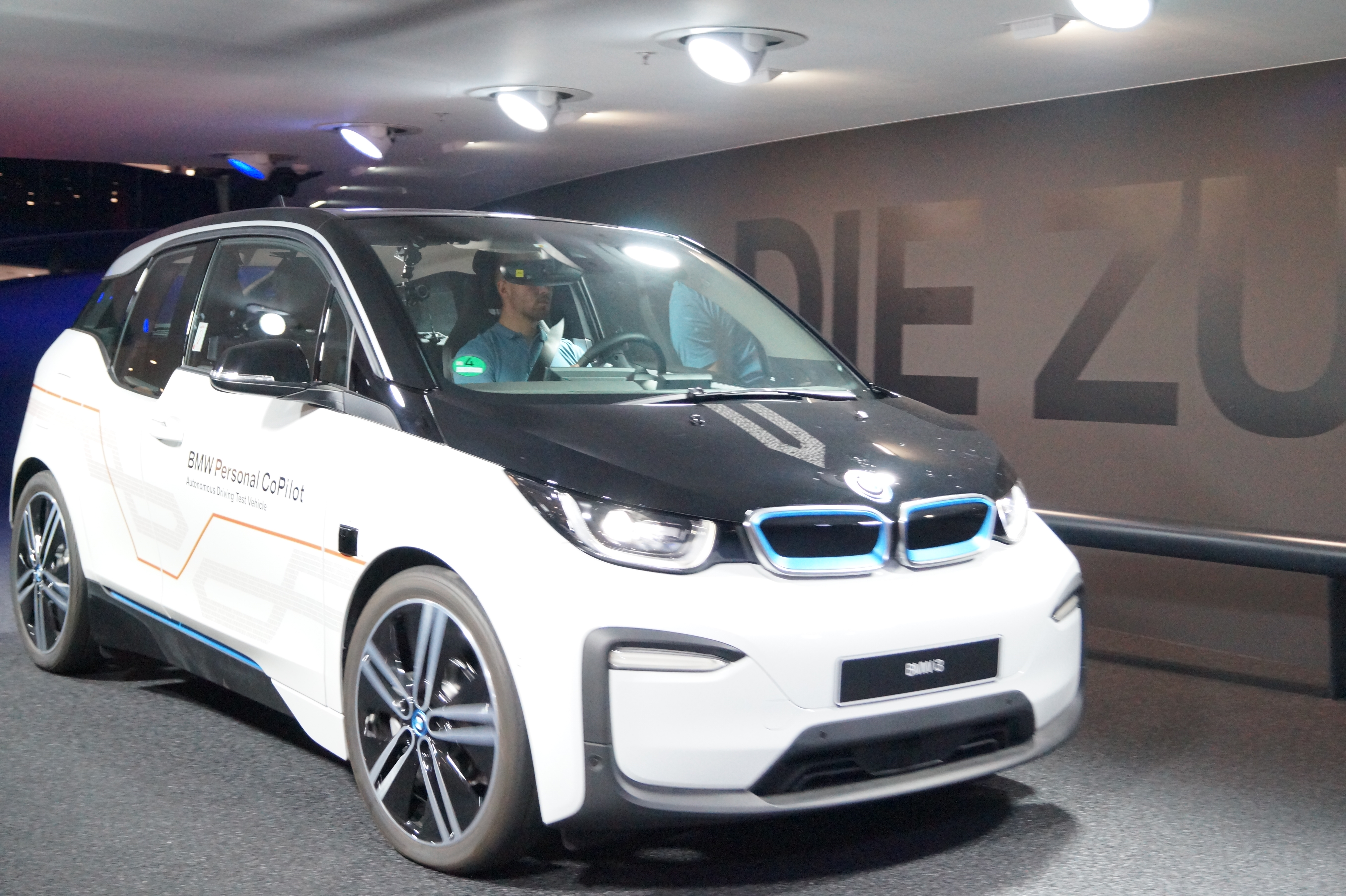
BMW i3 restylée

## Modes de conduite
L'i3 peut disposer de différents modes de conduite:
- Confort, autonomie de ~130 km.
- Eco pro, autonomie de ~160 km.
- Eco pro+, climatisation coupée et vitesse maxi limitée à 90 km/h[6], pour une autonomie d'environ 200 km.

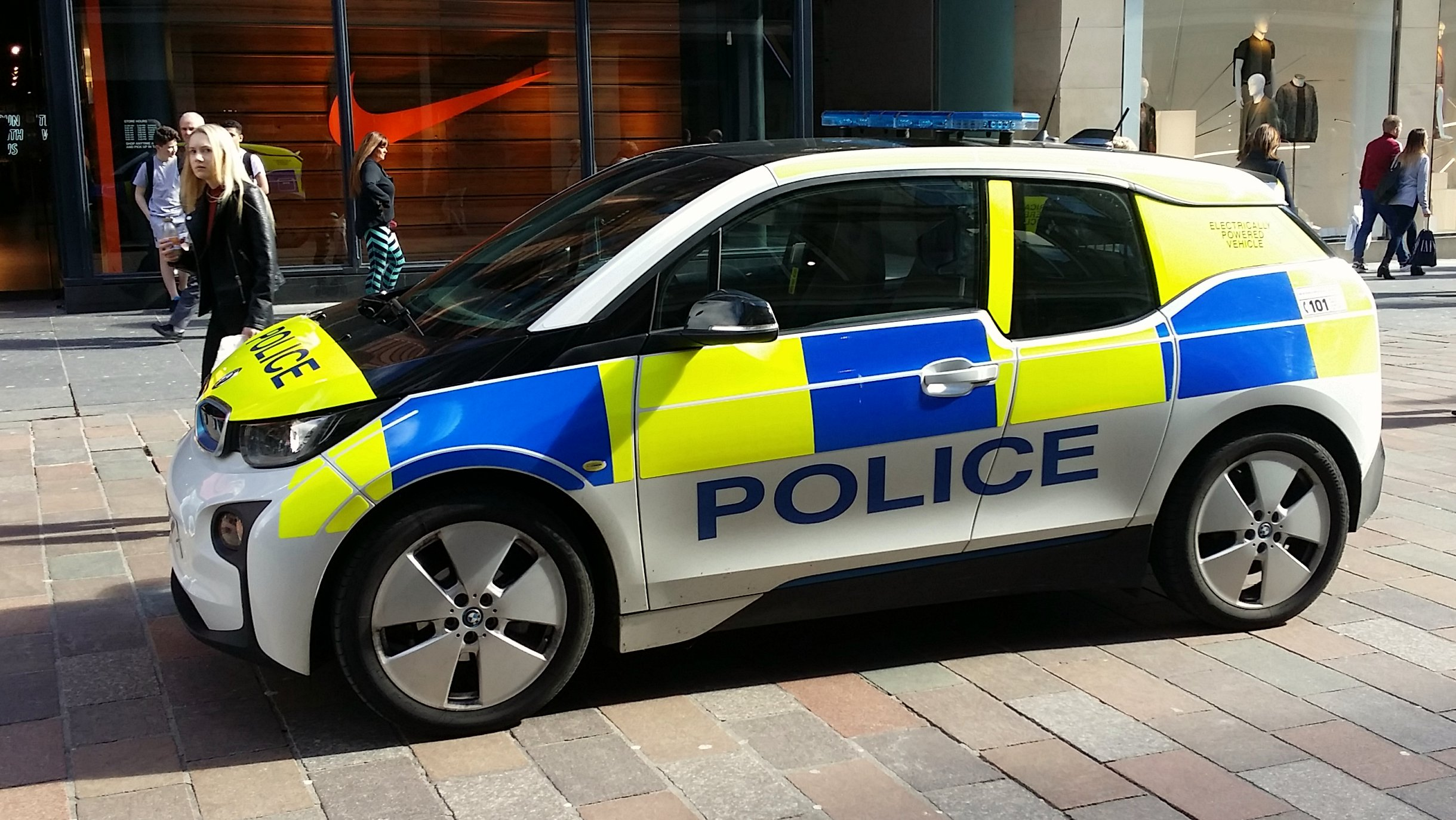
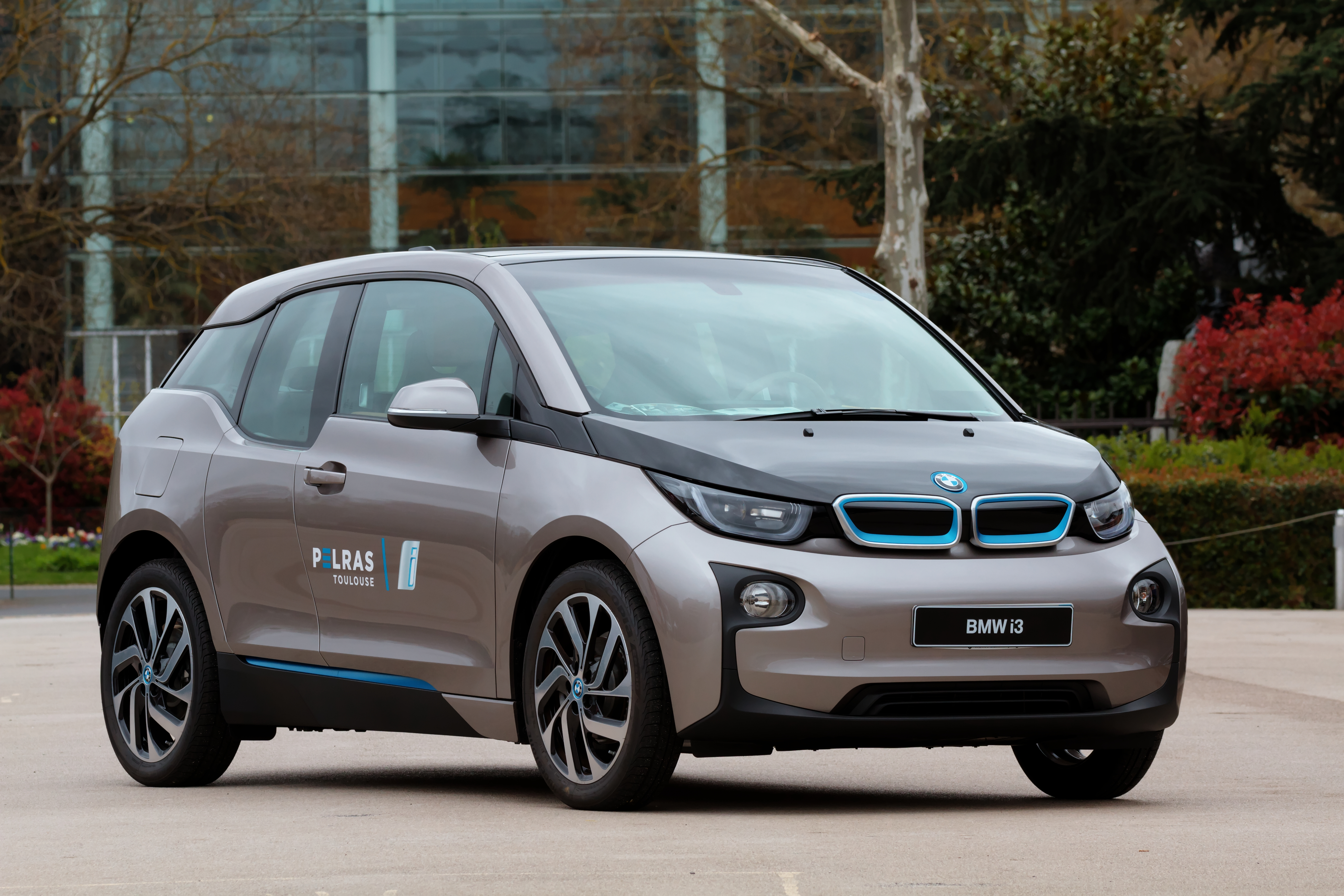
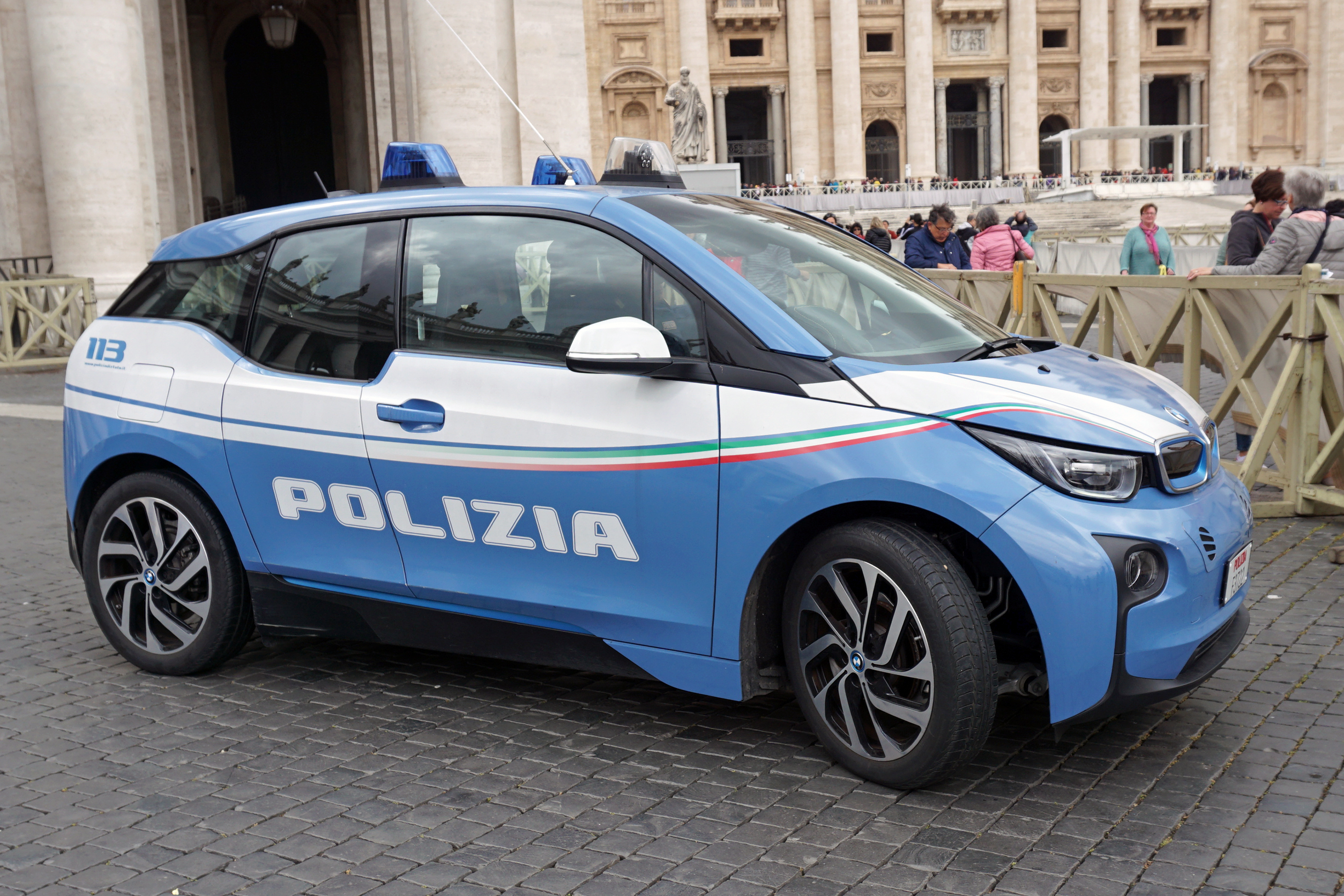

- Eco pro ./+ avec REx ~340 km[précision nécessaire].

## Partie électrique
Le véhicule est alimenté par des batteries lithium-ion dont les cellules sont produites par Samsung SDI. Elles peuvent fournir 19 kWh sous 360 V pour une consommation donnée de 12,9 kWh/100 km en mode eDrive. Elles sont réparties en 8 modules de 12 cellules chacun. La batterie pèse 230 kg et le constructeur annonce qu'elle permet d'atteindre une autonomie de 130 et 210 km, selon le mode de conduite. Cette batterie est garantie 8 ans ou 100 000 km pour 70 % de la capacité de charge. Plusieurs projets ont permis de montrer que cette batterie peut être réutilisée dans des usages de seconde vie,.

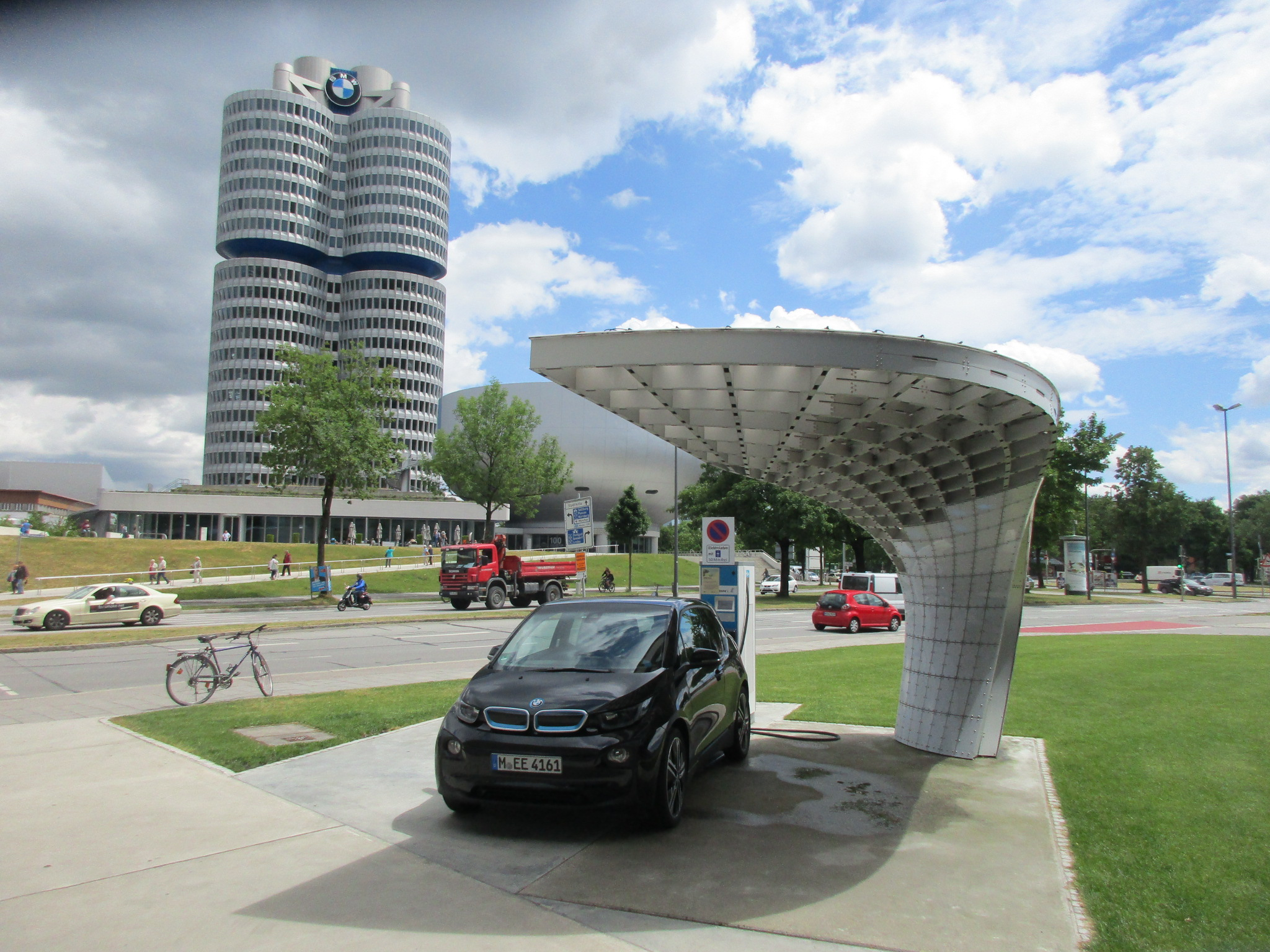
Chargement par borne à panneau solaire, devant les Showroom BMW Welt, Tour BMW, Musée BMW de Munich.

### Prise domestique
Ci-dessous les temps pour une recharge à 80 % de la capacité de la batterie:
- monophasé, 2,1 kW maxi, chargeur (de série) de 10 A, 230 V : 8 heures.
- monophasé, 3,3 kW maxi, chargeur (de série) de 16 A, 230 V : 6 heures.
- monophasé, 6,7 kW maxi, chargeur (en option) de 32 A, 230 V : 3 heures.

### WallBox i Pure
Il s'agit d'une borne de recharge, facturée 890 €, fabriquée avec une grande partie de matériaux recyclés qui peut être installée par un partenaire de BMW. À savoir que la borne possède son propre câble donc inutile d'utiliser celui dans le capot.
Grâce à elle, l'i3 se recharge d’environ 30 % plus vite, ainsi le véhicule peut être complètement rechargé en moins de 6 heures à 80 % de la capacité (avec un courant de 16 A).

### Borne publique
Par exemple, l'utilisation du réseau Autolib' permet une recharge à 80 % de la capacité en 6 heures (avec un courant de 16 A).

### Station de rechargement CC Rapide
La recharge à 80 % avec un courant continu de 125 A fournissant une puissance de 50 kW est effectuée en 30 minutes. Ce mode nécessite l'option de chargeur 32 A. Le constructeur BMW s'était engagé à ouvrir plus de 1 500 stations de rechargement CC Rapide en France d'ici la fin de l'année 2015.

## Versions avec prolongateur d'autonomie
À sa sortie en 2013, compte tenu de la faiblesse du réseau de bornes de recharge rapide, le véhicule pouvait être équipé jusqu'en 2018 d'un petit groupe électrogène, le REx (Range EXtender) (en option pour 4 710 €) qui s’enclenche automatiquement sous 6 % de charge, mais peut être forcé à partir de 75 % si l'on souhaite préserver l'autonomie électrique. Dans tous les cas, il maintiendra la charge à un minimum de 3,5 %.
Aux États-Unis, dû à des réglementations différentes, il n'est pas possible de forcer l'enclenchement du REx au-dessus de 10 % de charge de batterie restante.
Ce prolongateur d'autonomie est un petit bicylindre moteur à combustion et explosion de 650 cm3 d'une puissance de 38 ch développé par Kymco pour des scooters (120 kg) et est installé dans le coffre à côté des batteries. Son réservoir de 9 litres est placé à l'avant et permet d'augmenter l'autonomie de 150 km, mais la vitesse est limitée à 110 km/h si la batterie est à moins de 3,5 %.

### Électrique (60Ah2013-2017), (94Ah2016-2018), (120Ah2018-)
|                                                       | i3 (60 Ah) / Range Extender         | i3 (94 Ah) / Range Extender         | i3s (94 Ah) / Range Extender        | i3 (120 Ah)       | i3s (120 Ah)      |
| Moteur(s)                                             | Électrique / 2 cylindres (REx)      | Électrique / 2 cylindres (REx)      | Électrique / 2 cylindres (REx)      | Électrique        | Électrique        |
| Cylindrée                                             | 647 cm3                             | 647 cm3                             | 647 cm3                             | -                 | -                 |
| Puissance maximale                                    | Électrique 170 ch / Thermique 38 ch | Électrique 170 ch / Thermique 38 ch | Électrique 184 ch / Thermique 38 ch | Électrique 170 ch | Électrique 184 ch |
| Couple maximal                                        | 250 N m                             | 250 N m                             | 270 N m                             | 250 N m           | 270 N m           |
| Boîte de vitesses                                     | BVA 1                               | BVA 1                               | BVA 1                               | BVA 1             | BVA 1             |
| Vitesse maximale (en km/h)                            | 150                                 | 150                                 | 160                                 | 150               | 160               |
| 0-100 km/h (en s)                                     | 7,2 / 7,9 REx                       | 7,3 / 8,1 REx                       | 6,9 / 7,7 REx                       | 7,3               | 6,9               |
| Consommation (en kWh/100 km) et (en L/100 km)         | 12,9 / 0,6 REx                      | 13,6 / 0,6 REx                      | 14,3 / 0,7 REx                      | 13,1              | 14,6              |
| Émissions de CO2 (en g/km)                            | 0 / 13 REx                          | 0 / 12 REx                          | 0 / 14 REx                          | 0                 | 0                 |
| Capacité Batterie (en kWh net) / Réservoir (en L REx) | 22,2 (18,8) / 9 REx                 | 33,2 (27,2) / 9 REx                 | 33,2 (27,2) / 9 REx                 | 42,2 (37,9)       | 42,2 (37,9)       |
| Masse à vide (en kg)                                  | 1 280 / 1 415 REx                   | 1 320 / 1 440 REx                   | 1 340 / 1 460 REx                   | 1 345             | 1 365             |

## Version sportive
En même temps que le restylage de la i3, BMW dévoile l'i3 S fin août 2017. Il s'agit de la version sportive de l'i3 qui se démarque par un moteur de 184 ch (+ 14 ch et 20 N m de couple), des jantes de 20 pouces et une suspension abaissée de 10 mm.

## Matériaux
C'est la première fois que l'entreprise lance une voiture de grande série dotée de matière plastique renforcée avec de la fibre de carbone (PRFC) pour diminuer le poids. En conséquence, le processus d'assemblage utilise un cordon de colle exactement défini de 160 mètres de long pour 20 millimètres de large.

« Le site de composants de BMW à Landshut, en Bavière, fournit les composants des moteurs électriques, de l'habitacle, avec de la fibre de carbone provenant de la co-entreprise de BMW aux États-Unis. Le site voisin de Dingolfing fabrique les châssis, les transmissions et assemblera les batteries. La i3 est in fine montée dans l'ex-RDA, à Leipzig, ouf ! »

## Finitions
Trois finitions sont disponibles :
- base
- iLife
- +Connected (remplace la +Edition en 2018)[16].

### Ambiances
Les finitions sont associables à quatre ambiances intérieures :
- Atelier
- Loft
- Lodge
- Suite

### Séries spéciales
- +Edition
- Edition WindMill[17]
- HomeRun (2022, 10 exemplaires, indisponible en France)[18]

## Services

### ChargeNow et KiWhi Pass
Il s'agit de services de mobilité de BMW i simplifiant la recherche et l’utilisation de bornes de recharge sur le réseau de ces opérateurs.
L’utilisation et le paiement mensuel s’effectuent simplement par le biais de la carte ChargeNow ou du KiWhi Pass, utilisables sur le réseau de bornes de ces deux opérateurs.

### ConnectedDrive
Le système de navigation indique les stations de recharge.

### ParkNow Long Term
Cette application vous informe de la position et les places disponibles pour un stationnement longue durée équipées de bornes de recharge.